# Альготссон, Хокан
Хокан Ульф Йёран Альготссон (швед. Håkan Ulf Göran Algotsson; род. 5 августа 1966, Тюринге, Швеция) — шведский хоккеист, вратарь. В составе сборной Швеции по хоккею, чемпион мира 1992 года в Чехословакии, олимпийский чемпион 1994 года в Лиллихаммере.

## Карьера
Альготссон начал свою профессиональную карьеру в родном городе Тюринге в 1983 году, выступая за одноименной команду. В 1988 году он перешел в «Фрёлунду» и провел в этой команде следующие одиннадцать сезонов. В 1999 году Альготссон сменил клуб и перешел в Германию, в команду «Розенхайм», где сыграл один сезон. После этого он вернулся во «Фрёлунду», где провел последний сезон своей карьеры в 2001 году. В этом сезоне Альготссон был партнером Хенрика Лундквиста в воротах «Фрёлунды».
В 1992 году он стал чемпионом мира, не сыграв не одной минуты на льду. В 1994 году Альготссон был первым вратарем сборной Швеции на зимних Олимпийских играх в Лиллехаммере. Однако перед четвертьфинальным матчем против Германии он покинул команду, чтобы быть рядом с женой во время родов. В итоге Швеция завоевала свою первую олимпийскую золотую медаль по хоккею, тогда Томми Сало заменил Альготссона в воротах.